# Ragnar Næss
Ragnar Næss (13 novembre 1944 – 2 novembre 2023) è stato un calciatore norvegese, di ruolo difensore.

## Carriera
Næss ha collezionato 78 presenze nella massima divisione norvegese, con la maglia dello Skeid. Ha contribuito alle vittorie finali del Norgesmesterskapet 1965 e del campionato 1966. Ha totalizzato 9 presenze nelle competizioni europee per club, prima delle quali datata 30 agosto 1966: è stato schierato titolare nella vittoria casalinga per 3-2 contro il Real Saragozza, sfida valida per l'edizione stagionale della Coppa delle Coppe.
Conta 2 presenze per la Norvegia under 21. Ha esordito il 17 settembre 1966, schierato titolare nella sconfitta per 3-2 contro la Svezia.

## Palmarès

### Club
- Coppa di Norvegia: 1

Skeid: 1965
- Campionato norvegese: 1

Skeid: 1966